# Îlot Normandin

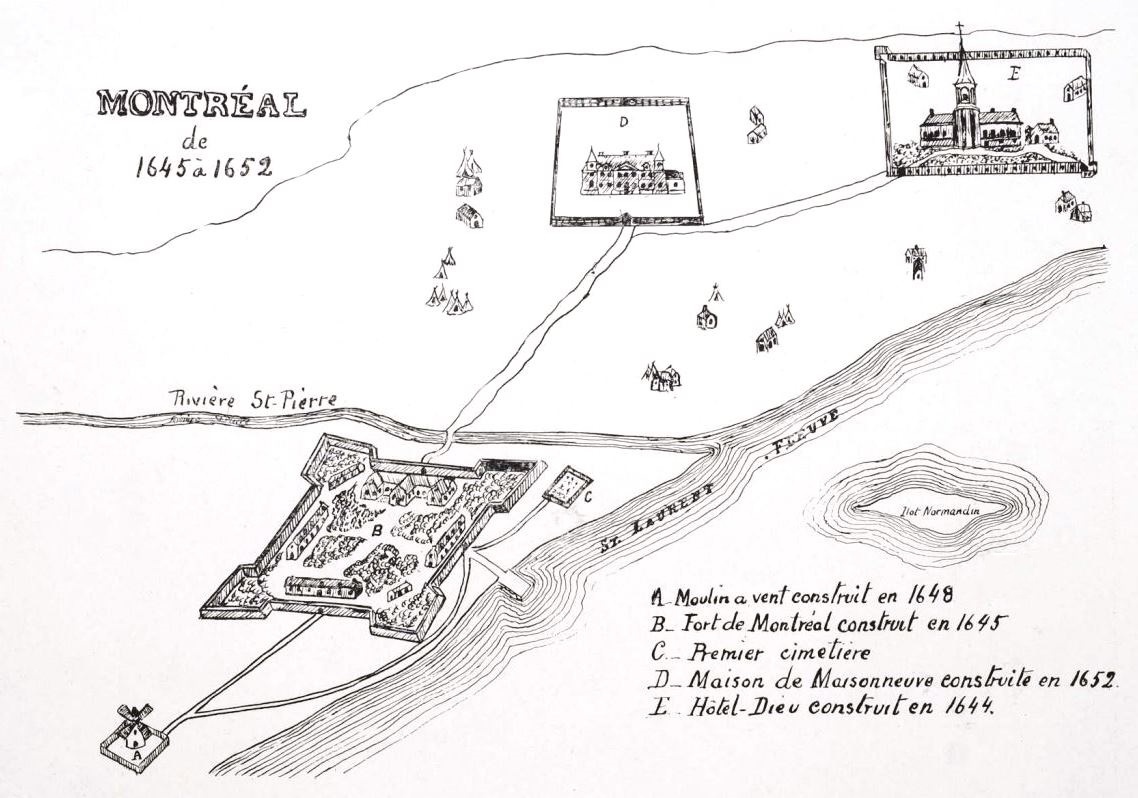
L'Îlot Normandin entre 1645 et 1652

L'Îlot Normandin était un îlot situé dans le fleuve Saint-Laurent, juste en face de Montréal à environ 100 mètres au large de la Pointe-à-Callière. Il fut très tôt intégré au port de Montréal, puis fut ensuite relié à Montréal par une digue qui deviendra le quai Alexandra.
Au fil des années, l’îlot portera les noms de île Normand, île du Marché, île de la Porte du Marché, ou île aux Huîtres et « Market Gate Island », puis « Island Wharf » (« quai-île ») avant de disparaître complètement lorsque sa moitié amont sera intégrée au quai Alexandra et la moitié aval draguée pour faire place au bassin adjacent.
Le souvenir de l’île est immortalisé par une plaque située sur la place du Génie à proximité,.